# متیو گونکالوز
متیو گونکالوز (انگلیسی: Mathieu Gonçalves؛ زادهٔ ۸ ژوئن ۲۰۰۱) بازیکن فوتبال اهل فرانسه است.
از باشگاه‌هایی که در آن بازی کرده‌است می‌توان به باشگاه فوتبال تولوز اشاره کرد.
وی همچنین در تیم‌های ملی فوتبال France national under-16 football team، زیر ۱۷ سال فرانسه، زیر ۱۸ سال فرانسه، و زیر ۱۹ سال فرانسه بازی کرده‌است.